# 朝鮮人民軍 (機関紙)
朝鮮人民軍（ちょうせんじんみんぐん）は、朝鮮民主主義人民共和国（北朝鮮）の日刊新聞、国防省の機関紙。

## 概要
「朝鮮人民軍」は、北朝鮮の国防省の機関紙であり、主に北朝鮮の正規軍である朝鮮人民軍の軍人によって購読されている。
1997年に金正日が朝鮮労働党の党総書記に就任して以来、北朝鮮では「先軍政治」（軍事優先政策）が強調されるようになり軍部の影響力が強まっており、朝鮮労働党の機関紙「労働新聞」に提唱された軍事、国防に関する政策や政治思想教育を軍部に浸透される記事が掲載されている。
1995年から2012年までは毎年1月1日に朝鮮労働党の機関紙「労働新聞」、金日成社会主義青年同盟の機関紙「青年前衛」とともに「新年共同社説」が掲載されていた。